# Stord
Stord è un comune situato nella contea di Vestland in Norvegia. La città di Leirvik è il capoluogo comunale.

## Geografia fisica
Il comune di Stord si estende sull'isola omonima e su altre due isole abitate: Huglo e Føyno. Inoltre comprende altre piccole isolette e scogli. L'economia comunale si basa sull'industria legata all'ambito del petrolio. La "Aker Kværner Stord" ha infatti costruito le piattaforme petrolifere più grandi del mondo: Gullfaks C e le tre Troll.